# Smart Ship Project

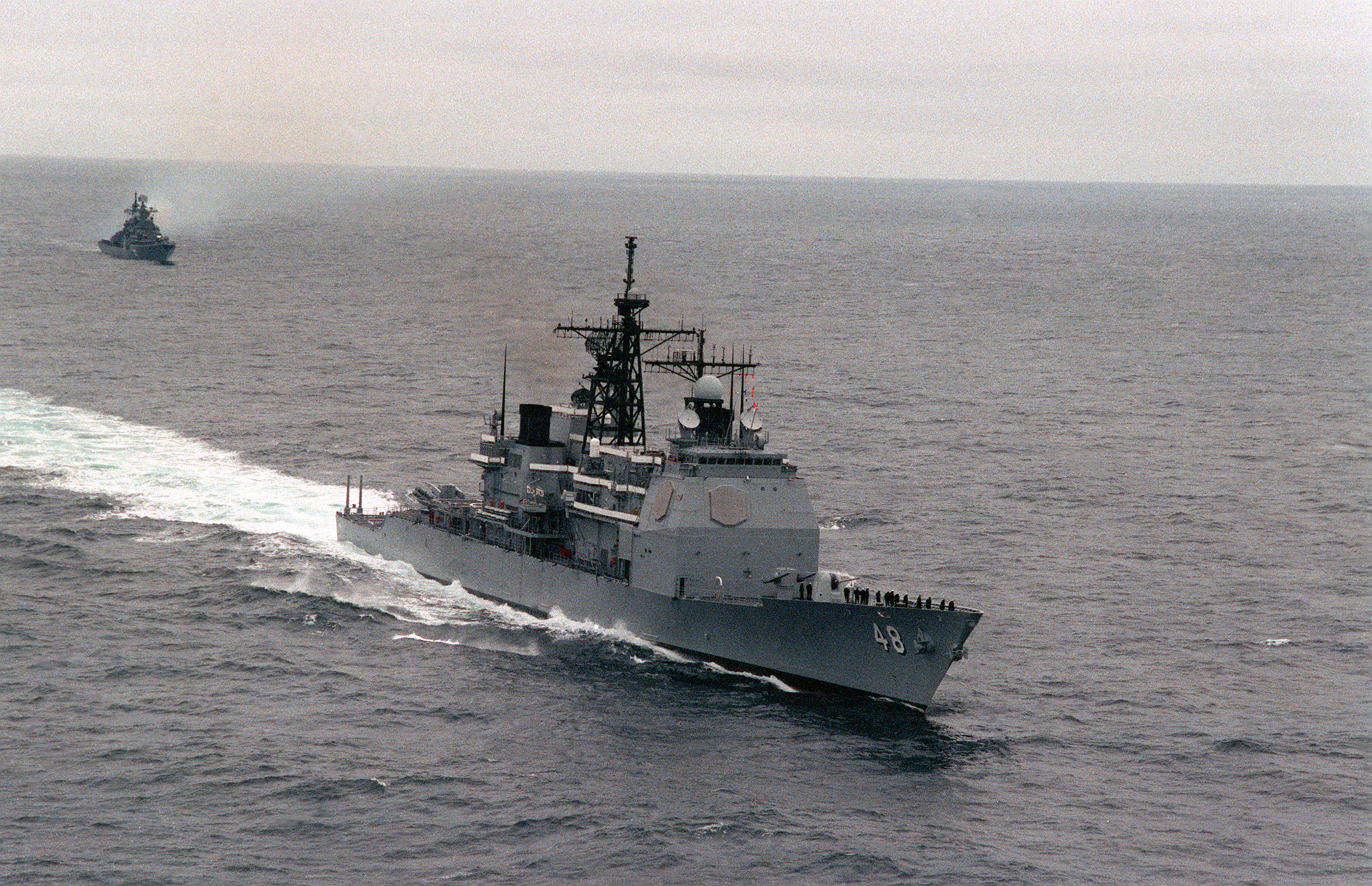
Das Testschiff Yorktown

Das Smart Ship Project ist ein Programm der United States Navy, das eine erhöhte Automatisierung an Bord ihrer Kriegsschiffe zum Ziel hat. Als Prototyp, in den das System eingebaut wurde, wurde die Yorktown ausgewählt.

## Technik
Auf den Schiffen wird ein Local Area Network auf Basis von Glasfaserkabeln eingerichtet, die mehrere Workstations miteinander verbinden. Diese Workstations, die mit einem dual 200 MHz Pentium Pro auf Microsoft Windows NT 4.0 laufen, bieten Zugriff auf alle Systeme des Schiffs, unter anderem auf die Brückenfunktionen, das Schadenkontrollsystem und die Maschinen. Dadurch konnte die Brückenbesatzung von 13 auf drei reduziert werden, die gesamte Mannschaft um ca. 10 %. Zusätzlich werden die Seekarten aus Papier abgelöst und durch digitale Karten ersetzt.
Die Verwendung kommerzieller Systeme „von der Stange“ sollte vor allem zur Kostenreduktion dienen. Laut Navy werden durch den Einsatz des Systems auf einem Kreuzer der Ticonderoga-Klasse 1,75 Mio. US-Dollar an Personalkosten für Seeleute eingespart und 2,76 Mio. durch die Reduktion von Wartungs- und Reparaturarbeiten.

## Geschichte
1995 wurde das Smart Ship Project Office eingerichtet, das den Kreuzer Yorktown der Ticonderoga-Klasse  als Testschiff für das System eingerichtet hat. Allerdings waren einige der Technologien bereits früher auf der Sea Shadow eingeführt worden.
Die erste neue Klasse, die von Beginn an von den Resultaten des Programms profitieren wird, wird die Zumwalt-Klasse sein, die gerade noch 140 Besatzungsmitglieder pro Schiff benötigen wird. Aber auch auf bestehenden Einheiten wird das System oder Teile davon nachgerüstet. So wurden die Cape St. George, ein Schwesterschiff der Yorktown und das U-Boot Oklahoma City 2005 als erste Schiffe der Flotte für die ausschließliche Benutzung digitaler Seekarten zertifiziert.

## Probleme
Ein vielbeachteter Zwischenfall fand am 27. September 1997 an Bord der Yorktown statt. Als ein Besatzungsmitglied direkt in die Datenbank eine Null eingab (Eingaben direkt in die Datenbank sind eigentlich nicht vorgesehen), ergab sich eine Division durch null, die das gesamte System abstürzen ließ und sämtliche Schiffsfunktionen lahmlegte, so dass das Schiff antriebslos im Wasser trieb. Einige Berichte sowie der offizielle Bericht der Navy sprechen davon, dass die Crew das Problem nach 2 Stunden 45 Minuten selbst beheben konnte, während Zeitungen davon schrieben, dass das Schiff in die Naval Station Norfolk geschleppt werden musste. Diesen Berichten wurde später widersprochen, die Zeitung blieb jedoch bei ihrer Story.